# EcAMSat
EcAMSat es el primer CubeSat de 6U de la NASA. Fue desarrollado para investigar los efectos de la microgravedad en antibióticos de E. coli. La nave espacial se lanzó a bordo de un cohete Orbital ATK Antares desde la base de lanzamiento MARS LP-0A el 12 de noviembre de 2017, y se desplegó desde la Estación Espacial Internacional el 20 de noviembre de 2017.